# 天皇陛下御在位三十年記念式典

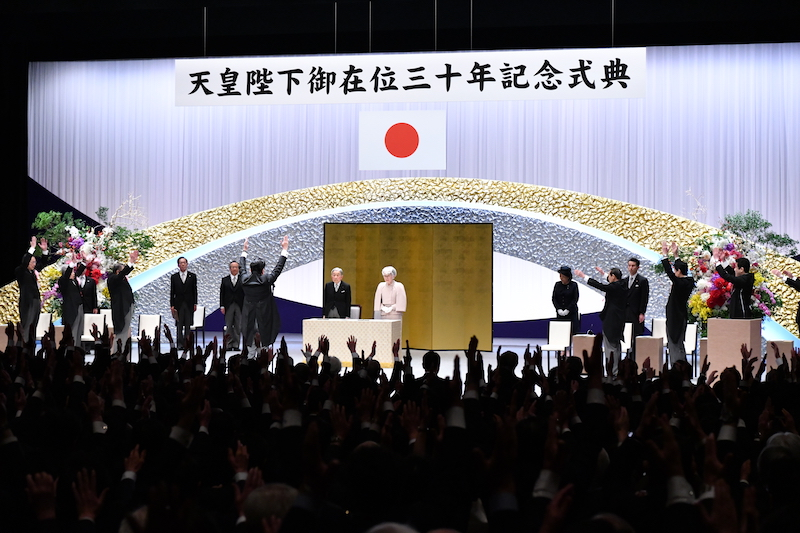
天皇陛下御在位三十年記念式典の様子

天皇陛下御在位三十年記念式典（てんのうへいかございいさんじゅうねんきねんしきてん、英語: The Commemoration Ceremony of the Thirtieth Anniversary of His Majesty the Emperor's Accession to the Throne）は、2019年（平成31年）2月24日に日本の第125代天皇の明仁（現・上皇）の在位30年を記念して開催された式典である。

## 概要

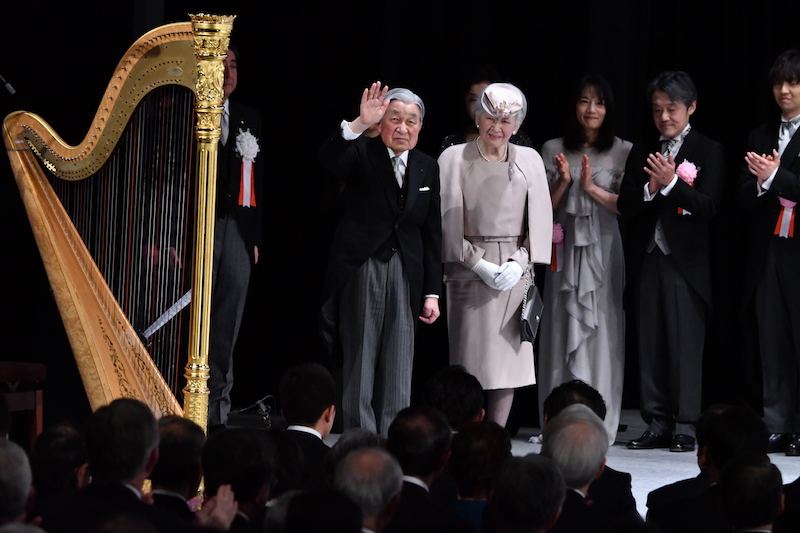
式典での天皇明仁と皇后美智子

日本の第125代天皇の上皇明仁が1989年（昭和64年）1月7日に即位してから30年が経過したことから、在位30年を祝うための式典が挙行されることになった。2018年（平成30年）4月3日の第4次安倍内閣（安倍晋三首相）の閣議決定に基づき、内閣の行う行事として、国立劇場において行うことが決定した。2019年（平成31年）2月24日14時から、東京都千代田区の国立劇場にて、天皇明仁、皇后美智子（いずれも当時）親臨のうえで式典が開催され、三権の長ら各界の代表者が出席した。

## 内容

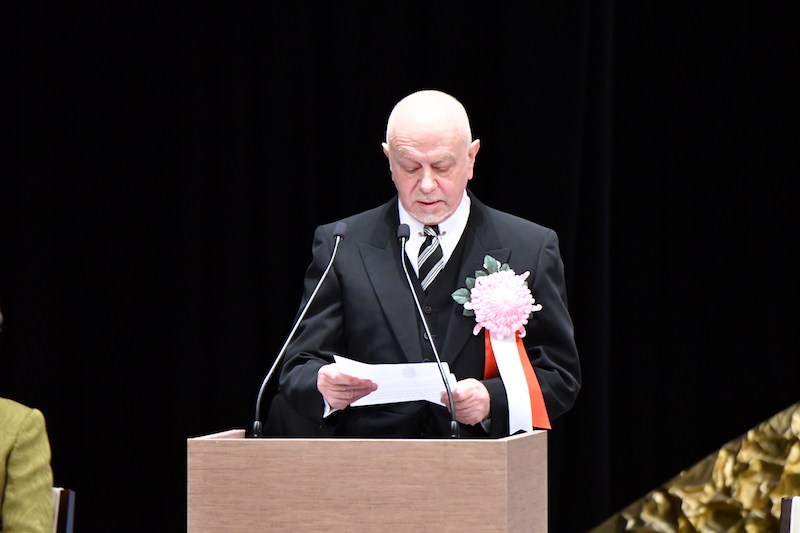
祝辞を奏上する駐日外交団長サンマリノ共和国特命全権大使のマンリオ・カデロ

主催者である内閣を代表し、「天皇陛下の御退位及び皇太子殿下の御即位に伴う式典委員会」の委員長として内閣総理大臣の安倍晋三が式辞を述べた。また、三権の長である衆議院議長の大島理森、参議院議長の伊達忠一、最高裁判所長官の大谷直人、駐日外国大使を代表して在本邦外交団団長サンマリノ共和国特命全権大使のマンリオ・カデロが祝辞を述べた。また、菅義偉内閣官房長官が開式の辞および閉式の辞を担当した。
式典では内堀雅雄福島県知事、川口順子（元参議院議員、外務大臣、環境大臣歴任）が国民代表の辞を述べた。なお、波乃久里子が御製及び御歌を朗読した。また、三浦大知が記念演奏（独唱歌曲『歌声の響』作詞（琉歌）：天皇明仁、作曲：皇后美智子）を行い、鮫島有美子が記念演奏（独唱歌曲『おもひ子』作曲：皇后美智子、詩：宮崎湖処子）を行った。
式典では天皇が「おことば」を述べ、皇室史上では202年ぶりの譲位（天皇の退位等に関する皇室典範特例法施行による同年4月30日の自身の退位と、翌令和元年5月1日の長男皇太子徳仁親王の即位）を目前に控えて、自身の治世となった平成時代が、近現代において初めて戦争を経験しない時代となった一方で、世界は気候変動の周期に入り、日本も多くの自然災害に襲われ、少子高齢化による人口構造の変化から、過去に経験のない多くの社会現象により予想せぬ困難にも直面した時代でもあったことに触れ、島国として比較的恵まれた形で独自の文化を育ててきた日本は、グローバル化する世界の中で、更に海外に向かって開かれ、その中で叡智を持って自国の立場を確立し、誠意を持って他国との関係を構築していくことが求められているのではないかとの思いを示した。
またとりわけ、譲位を意識して自身の後を継いでいく者たちに対して、象徴のあるべき姿を求め、先立つこの時代の象徴像を補い続けることを願うことにも触れ、これまで自身が果たすべき務めを果たしてこられたのは、誇りと喜びを持つことのできる日本人の存在と、過去から今に至る長い年月につくり上げてきた、自国の持つ民度のお陰であったとも述べた。

## 式典次第
- 天皇皇后両陛下国立劇場御到着
- 天皇皇后両陛下御臨席
- 開式の辞
- 国歌斉唱
- 内閣総理大臣式辞
- 祝辞
- 国民代表の辞
- 御製及び御歌朗読
- 記念演奏および独唱
- 天皇陛下おことば
- 万歳三唱
- 閉式の辞
- 天皇皇后両陛下御退席
- ボーイスカウト、ガールスカウトの代表者から花束贈呈
- 天皇皇后両陛下国立劇場御出発